# Ángeles Mastretta
Ángeles Mastretta (Puebla, 9 de octubre de 1949) es una escritora y periodista mexicana, conocida por crear personajes femeninos sugerentes y ficciones que reflejan las realidades sociales y políticas de México.

## Biografía
Ángeles Mastretta inició su carrera periodística en la Ciudad de México  a sus veinte años en 1971 cuando falleció su padre, el periodista Carlos Mastretta, por lo que comenzó a laborar, mientras estudiaba en la Facultad de Ciencias Políticas y Sociales de la Universidad Nacional Autónoma de México. Como colaboradora ocasional publicó en medios como Excélsior, La Jornada,  Proceso y Ovaciones. En este último poseía una columna llamada Del absurdo cotidiano, en la cual «escribía de todo: de política, de mujeres, de niños, de lo que veía, de lo que sentía, de literatura, de cultura, de guerra y todos los días.» Recibió una beca en 1974 por parte del Centro Mexicano de Escritores que le permitió trabajar junto con otros autores entre los que destacan Juan Rulfo, Salvador Elizondo y Francisco Monterde.
Mastretta fue nombrada directora de Difusión Cultural de la ENEP-Acatlán en 1975, cargo que ocupó hasta 1977, el que dejó para encabezar el Museo del Chopo por cinco años. En 1982 realizó su primera aparición en el consejo editorial de la revista feminista FEM en el número 24; en 1983 lo hizo en el 25 y después, de modo más constante, del 29 al 40 en 1985. Aunque sigue apareciendo en el Consejo Editorial de la revista FEM, su participación ya no es activa. Mastretta, que ha sido distinguida con diversos premios, y se ha caracterizado por ser una defensora del feminismo, lo que se refleja en la mayoría de sus obras. Además, ha fundado y organizado grupos tales como la Unión de Mujeres Antimachistas en la Ciudad de México.
Mastretta participó, junto a Germán Dehesa, en el programa de televisión La almohada, dedicado a charlas y entrevistas (1998). Tiene un blog titulado Puerto libre y escribe regularmente en la revista Nexos, de cuyo Consejo Editorial es miembro, además de colaborar esporádicamente en periódicos extranjeros como Die Welt y El País. De niña, Mastretta quería ser cantante, una pasión que nunca abandonó -confiesa que cantaba en todas partes- y que alguna vez ha practicado en público, por ejemplo, al interpretar Arráncame la vida en la Feria Internacional del Libro de Guadalajara.

## Carrera como escritora
Su trayectoria literaria la comenzó como poetisa, cuando ganó un concurso con La pájara pinta, que se convirtió en libro en 1978. Pero lo que deseaba Mastretta —que consideraba ese poemario una casualidad y que nunca lo ha tomado en serio— era dedicarse a una novela que había estado planeando por años. Y se le presentó la oportunidad cuando un editor ofreció patrocinarle seis meses para que la escribiera. Así nació Arráncame la vida que, publicada en 1985, tuvo un éxito inmediato y ganó el Premio Mazatlán de Literatura al año siguiente. A través del personaje principal, Catalina Ascencio, Mastretta logra en este superventas desmitificar una imagen “ideal” patrocinada durante siglos por la cultura dominante. La protagonista se aboca, fundamentalmente, a hacerse dueña de su propio destino. Siente la necesidad de ser creativa en su mundo respectivo y, de esta manera, lograr su realización como ser humano y como mujer. Esta obra, para la que Mastretta eligió el título de una canción de Agustín Lara, le valió fama y prestigio internacional y, más de 20 años después, en 2008, Arráncame la vida fue llevada al cine por Roberto Sneider, quien escribió también el guion de la película.
A esta primera novela le siguieron, en 1990, las 37 viñetas de Mujeres de ojos grandes y en 1993, el libro de relatos cortos Puerto libre. Tres años más tarde volvió a triunfar con Mal de amores, que obtuvo el Premio Rómulo Gallegos de 1997, convirtiéndose en la primera mujer que recibía ese galardón. Desde entonces ha seguido publicando novelas y ha incursionado en otros géneros, como el cuento y los relatos autobiográficos; algunas de sus obras han sido traducidas a varios idiomas. Cuando su hija menor Catalina, autora de Todos los días son nuestros, enfermó inesperadamente, Mastretta se sentó cerca de la pequeña en el hospital y comenzó a contarle historias de interesantes y diferentes mujeres en su familia que fueron importantes en momentos críticos de su vida. Estas historias de mujeres que, decía, «decidieron sus propios destinos», fueron la inspiración para Mujeres de ojos grandes. La publicación —cuentos basados en la biografía de cada una de las mujeres— tenía como intención preservar las historias familiares para la posteridad.

## Obras

### Novelas
- Arráncame la vida (1985)
- Mal de amores (1996)
- Ninguna eternidad como la mía (1999)

### Cuentos
- Mujeres de ojos grandes (1990)
- Maridos (2007)

### Misceláneas
- Puerto libre (1993)
- El mundo iluminado (1998)
- El cielo de los leones (2003)
- La emoción de las cosas (2013)
- El viento de las horas (2015)

### Poesía
- La pájara pinta (1978)
- Desvaríos (1996)

### Antología
- Yo misma (2019)

## Adaptaciones de sus obras
- Arráncame la vida, película dirigida por Roberto Sneider y estrenada en 2008.

## Premios
- Premio Mazatlán de Literatura 1986 por Arráncame la vida
- Premio Rómulo Gallegos 1997 por Mal de amores
- Águila Social 2005